# Vera Arapović
Vera Arapović (Mostar, 1940.) je hrvatska i bosanskohercegovačka pjesnikinja, povremeno novinarka i prevoditeljica s francuskog i na francuski jezik. Školovala se u Mostaru i Sarajevu (Filozofski fakultet, romanistika).

## Djela
- Uporno trajanje (pjesme, 1983.),
- Vrijeme kušnje/Temps des tentations (pjesme, na hrvatskom i francuskom jeziku, 1998.).